# Jon Rollason
Jon Rollason (* 9. April 1931 in Birmingham, England; † 20. Februar 2016 in Llandudno, Wales) war ein britischer Schauspieler.

## Leben
Erste Fernsehauftritte hatte Rollason Mitte der 1950er Jahre in der TV-Kinderserie The Children of the New Forest. Der Weg zum Fernsehen war für Rollason beschwerlich, und in der Anfangszeit musste er nahezu mittellos den Unterhalt seiner Familie bestreiten. Bekannt wurde Rollason dann durch seine Rolle als Dr. Martin King in der Serie Mit Schirm, Charme und Melone, in der er erstmals zur Prime Time zu sehen war. Da die Rolle allerdings nur als Übergangslösung konzipiert war, kam es zu nur drei Auftritten.
Anschließend gelang es ihm jedoch, eine mehrjährige Langzeitrolle als Lehrer David Robbins in der Seifenoper Coronation Street zu erhalten. Es folgten weitere Rollen in verschiedenen Fernsehserien, die in Großbritannien einige Popularität genossen, wie etwa Z-Cars oder Crossroads. In dieser Zeit begann er auch Manuskripte zu schreiben, wie z. B. für Crossroads. Als bemerkenswerteste Auftritte Rollasons werden jedoch jene als Journalist Harold Chorley in der Serie Doctor Who betrachtet.
Neben dem Filmgeschäft arbeitete Rollason auch als Autor und Dramatiker. Einige seiner Werke wurden publiziert. Zudem spielte er auch Rollen im Hörfunk-Programm der BBC.
Privat wurde ihm eine Vorliebe für Töpferei nachgesagt. Rollason starb im Februar 2016 im Alter von 84 Jahren; er wurde überlebt von seiner zweiten Frau und drei Kindern.

## Filmografie (Auswahl)
Schauspieler
- 1961: The Terrorists (Fernsehfilm)
- 1962: Mit Schirm, Charme und Melone (The Avengers, Fernsehserie, drei Folgen)
- 1963–1969: Z-Cars (Fernsehserie)
- 1963–1971: Coronation Street (Fernsehserie, sechs Folgen)
- 1964: Crossroads (Fernsehserie)
- 1964: Swizzlewick (Fernsehserie, vier Folgen)
- 1966–1970 Task Force Police (Softly Softly, Fernsehserie, fünf Folgen)
- 1966: Geheimagent (Danger Man, Fernsehserie, Folge: Not So Jolly Roger)
- 1968: Doctor Who (Fernsehserie, vier Folgen)
- 1969–1973: Play of the Month (Fernsehserie, zwei Folgen)
- 1971: Freelance
- 1973: Barlow at Large (Fernsehserie, Folge: Wanted)